# چراغ‌کوسه آفریقایی
چراغ‌کوسه آفریقایی (نام علمی: Etmopterus polli) نام یک گونه از راسته خاردارکوسه‌سانان است.